# Xenophora minuta
Xenophora minuta is een slakkensoort uit de familie van de Xenophoridae. De wetenschappelijke naam van de soort is voor het eerst geldig gepubliceerd in 1986 door Qi & Ma.